# Porthochelys laticeps
Porthochelys laticeps Williston, 1901 è una tartaruga estinta, vissuta nel Cretacico superiore (Santoniano - Campaniano, circa 85 - 80 milioni di anni fa). I suoi resti fossili sono stati ritrovati in Nordamerica (Kansas, Manitoba e Dakota del Sud).

## Descrizione
Questa tartaruga marina possedeva un cranio insolitamente ampio e robusto, di lunghezza eguale alla larghezza. Questa condizione è correlata alle più ampie aree masticatorie sulla mascella e sulla mandibola rispetto ad altre forme simili, come Toxochelys (Zangerl, 1953). Porthochelys era un animale di dimensioni medio - grandi, e il solo carapace sfiorava gli 80 centimetri in larghezza e i 75 in lunghezza. Come tutte le tartarughe marine, Porthochelys era dotata di quattro arti trasformati in strutture simili a pagaie e il carapace era ridotto.

## Paleobiologia
La differenza di struttura del cranio tra Porthochelys e Toxochelys implica che i due animali avevano differenti strategie di nutrimento e diversi stili di vita; ecco spiegata la coesistenza di due specie simili. È probabile che Porthochelys si nutrisse di prede più robuste. Porthochelys e Toxochelys sembrerebbero essere state due tartarughe che abitavano le zone costiere, al contrario dei grandi protostegidi tipici del mare aperto.

## Tassonomia
Porthochelys laticeps venne descritta per la prima volta nel 1901, sulla base di fossili ritrovati nella formazione Niobrara in Kansas. Successivamente, nel 1905, Hay descrisse un'altra specie, P. browni, proveniente da terreni coevi del South Dakota e del Manitoba. Attualmente questa specie è considerata identica alla specie tipo. Porthochelys è ritenuta una stretta parente della ben nota Toxochelys, una tartaruga marina primitiva vicina all'origine della famiglia Cheloniidae.